# Ordine di battaglia della battaglia della Somme
Di seguito è descritto l'ordine di battaglia della battaglia della Somme (1º luglio-18 novembre 1916).

## Forze britanniche e dei Dominion
Nei tipici reggimenti di contea britannici, il 1º e il 2º Battaglione erano formati da soldati regolari, mentre il 3º era il battaglione di riserva speciale che normalmente non serviva oltremare, rimanendo in patria come deposito reggimentale e come centro di addestramento delle unità da cui sarebbero stati presi i rinforzi da inviare ai due battaglioni "operativi". Il 4º, il 5º e il 6º erano normalmente battaglioni impiegati come forze territoriali. I battaglioni territoriali erano identificati come battaglioni di seconda linea e numerati apponendo un "2" prima dell'unità (ad esempio 2/4th battalion). Inizialmente le forze territoriali erano costituite da uomini che non volevano e non potevano essere obbligati a servire oltremare. Il numero di battaglioni dipendeva dal potenziale di reclutamento della zona dalla quale il battaglione veniva arruolato (ad esempio, il Dorsetshire Regiment reclutò 11 battaglioni, mentre il London Regiment riuscì a reclutarne 88).
Le divisioni dell'esercito regolare furono numerate da 1 a 8. Le divisioni arruolate attraverso il piano di reclutamento Kitchener furono numerate da 9 a 26. La 27ª e la 29ª Divisione erano divisioni dell'esercito regolare formate da unità richiamate dalle guarnigioni sparse nell'Impero britannico; quelle dalla 30ª alla 41ª provenivano anch'esse dal New Army, mentre erano divisioni territoriali quelle comprese tra la 42ª e la 74ª. La 63ª Divisione era invece un'unità della Royal Navy, composta da uomini appartenenti alla Riserva navale i cui servigi al momento non erano richiesti in mare.

### Organizzazione delle armate e dei corpi d'armata

#### Struttura delle armate
- British Expeditionary Force: Comandante: generale Sir Douglas Haig;[3]
  - Third Army: Comandante: generale Sir Edmund Allenby;[3]
  - Fourth Army: Comandante: generale Sir Henry Rawlinson. La Fourth Army era stata creata il 5 febbraio 1916;[4]
  - Reserve Army: Comandante: generale Sir Hubert Gough[3]. La Reserve Army era stata creata il 23 maggio 1916 e vi furono accorpati il 4 luglio, durante la battaglia di Albert, l'VIII e il X Corpo d'armata provenienti dalla Fourth Army;[5]
  - Fifth Army. Ridenominazione della Reserve Army, avvenuta il 30 ottobre 1916.[4]

#### Struttura dei corpi d'armata
- II Corps. Comandante: tenente generale Claud Jacob;[3]
- III Corps. Comandante: maggior generale Henry Hudson;[6], successivamente rimpiazzato dal generale William Pulteney;[7]
- V Corps. Comandante: tenente generale Evelyn Fanshawe;[3]
- VII Corps. Comandante: tenente generale SirThomas D'Oyly Snow;[3]
- VIII Corps. Comandante: tenente generale Aylmer Hunter-Weston;[8]
- X Corps. Comandante: tenente generale Sir Thomas Morland;[3]
- XIII Corps. Comandante: tenente generale Walter Norris Congreve;[9]
- XIV Corps. Comandante: tenente generale Frederick Lambart;[3]
- XV Corps. Comandante: tenente generale D.M.G. Campbell, sostituito dai pari grado Henry Home e J.P. du Cane;[3][10]
- Canadian Corps. Comandante: tenente generale Sir Julian Byng, I visconte Byng di Vimy;[3]
- ANZAC. Comandante: tenente generale Sir William Birdwood;[11]
- Machine Gun Corps.[12]

Inoltre tre divisioni britanniche (11th, 38th, 2nd Division) furono distaccate presso la VIe Armée durante le fasi iniziali della battaglia.

### Formazioni per singola battaglia
Si faccia poi riferimento alla sezione chiamata "Divisioni" per associare ogni brigata, reggimento o battaglione alla propria divisione.
| Divisioni regolari del British Army o della Royal Navy | Divisioni del "New Army" arruolate attraverso il Piano di reclutamento Kitchener | Divisioni territoriali | Divisioni provenienti dai Dominion |

Battaglia di Albert: 1-13 luglio 1916 
| Armata       | Corpo d'armata                                                                            | Divisioni                                                                                 |
| Fourth Army  | III Corps                                                                                 | 1st Division                                                                              |
| Fourth Army  | III Corps                                                                                 | 8th Division                                                                              |
| Fourth Army  | III Corps                                                                                 | 12th Division                                                                             |
| Fourth Army  | III Corps                                                                                 | 19th Division                                                                             |
| Fourth Army  | III Corps                                                                                 | 23rd Division                                                                             |
| Fourth Army  | III Corps                                                                                 | 34th Division                                                                             |
| Fourth Army  | VIII Corps                                                                                | 4th Division                                                                              |
| Fourth Army  | VIII Corps                                                                                | 29th Division                                                                             |
| Fourth Army  | VIII Corps                                                                                | 31st Division                                                                             |
| Fourth Army  | VIII Corps                                                                                | 48th Division                                                                             |
| Fourth Army  | X Corps                                                                                   | 12th Division                                                                             |
| Fourth Army  | X Corps                                                                                   | 25th Division                                                                             |
| Fourth Army  | X Corps                                                                                   | 32nd Division                                                                             |
| Fourth Army  | X Corps                                                                                   | 36th Division                                                                             |
| Fourth Army  | X Corps                                                                                   | 49th Division                                                                             |
| Fourth Army  | XIII Corps                                                                                | 3rd Division                                                                              |
| Fourth Army  | XIII Corps                                                                                | 9th Division                                                                              |
| Fourth Army  | XIII Corps                                                                                | 18th Division                                                                             |
| Fourth Army  | XIII Corps                                                                                | 30th Division                                                                             |
| Fourth Army  | XIII Corps                                                                                | 35th Division                                                                             |
| Fourth Army  | XV Corps                                                                                  | 7th Division                                                                              |
| Fourth Army  | XV Corps                                                                                  | 17th Division                                                                             |
| Fourth Army  | XV Corps                                                                                  | 21st Division                                                                             |
| Fourth Army  | XV Corps                                                                                  | 33rd Division                                                                             |
| Fourth Army  | XV Corps                                                                                  | 38th Division                                                                             |
| Reserve Army | Alla Reserve Army furono poi assegnati l'VIII e il X Corps, provenienti dalla Fourth Army | Alla Reserve Army furono poi assegnati l'VIII e il X Corps, provenienti dalla Fourth Army |

Attacco secondario al saliente di Gommecourt: 1º luglio 1916
| Armata     | Corpo d'armata | Divisioni     |
| Third Army | VII Corps      | 37th Division |
| Third Army | VII Corps      | 46th Division |
| Third Army | VII Corps      | 56th Division |

Battaglia del crinale di Bazentin: 14-17 luglio 1916 
| Armata       | Corpo d'armata | Divisioni                   |
| Fourth Army  | -              | 2nd Indian Cavalry Division |
| Fourth Army  | II Corps       | 1st Division                |
| Fourth Army  | II Corps       | 23rd Division               |
| Fourth Army  | II Corps       | 34th Division               |
| Fourth Army  | XIII Corps     | 3rd Division                |
| Fourth Army  | XIII Corps     | 9th Division                |
| Fourth Army  | XIII Corps     | 18th Division               |
| Fourth Army  | XV Corps       | 7th Division                |
| Fourth Army  | XV Corps       | 21st Division               |
| Fourth Army  | XV Corps       | 33rd Division               |
| Reserve Army | X Corps        | 25th Division               |
| Reserve Army | X Corps        | 32nd Division               |
| Reserve Army | X Corps        | 48th Division               |
| Reserve Army | X Corps        | 49th Division               |

Attacco secondario a Fromelles: 19 luglio 1916 
| Armata     | Corpo d'armata | Divisioni               |
| First Army | XI Corps       | 61st Division           |
| First Army | XI Corps       | 5th Australian Division |

Attacco secondario a High Wood: 20-25 luglio 1916
| Armata      | Corpo d'armata | Divisioni     |
| Fourth Army | III Corps      | 19th Division |
| Fourth Army | XV Corps       | 5th Division  |
| Fourth Army | XV Corps       | 7th Division  |
| Fourth Army | XV Corps       | 33rd Division |
| Fourth Army | XV Corps       | 51st Division |

Battaglia del Bosco Delville: 15 luglio-3 settembre 1916
| Armata      | Corpo d'armata | Divisioni                   |
| Fourth Army | XIII Corps     | 2nd Division                |
| Fourth Army | XIII Corps     | 3rd Division                |
| Fourth Army | XIII Corps     | 9th Division                |
| Fourth Army | XIII Corps     | 18th (Eastern) Division     |
| Fourth Army | XIII Corps     | 24th Division               |
| Fourth Army | XIII Corps     | 53rd Brigade, 18th Division |
| Fourth Army | XIV Corps      | 20th Division               |
| Fourth Army | XIV Corps      | 24th Division               |
| Fourth Army | XV Corps       | 7th Division                |
| Fourth Army | XV Corps       | 14th Division               |

Battaglia del crinale di Poziéres: 23 luglio-3 settembre 1916
- Combattimenti per la Fattoria Mouquet

| Armata       | Corpo         | Divisioni               |
| Fourth Army  | III Corps     | 1st Division            |
| Fourth Army  | III Corps     | 15th Division           |
| Fourth Army  | III Corps     | 19th Division           |
| Fourth Army  | III Corps     | 23rd Division           |
| Fourth Army  | III Corps     | 34th Division           |
| Reserve Army | II Corps      | 12th Division           |
| Reserve Army | II Corps      | 25th Division           |
| Reserve Army | II Corps      | 48th Division           |
| Reserve Army | II Corps      | 49th Division           |
| Reserve Army | 1 ANZAC Corps | 1st Australian Division |
| Reserve Army | 1 ANZAC Corps | 2nd Australian Division |
| Reserve Army | 1 ANZAC Corps | 4th Australian Division |

Battaglia di Guillemont: 3-6 settembre 1916
| Armata      | Corpo d'armata | Divisioni     |
| Fourth Army | XIV Corps      | 5th Division  |
| Fourth Army | XIV Corps      | 16th Division |
| Fourth Army | XIV Corps      | 20th Division |
| Fourth Army | XV Corps       | 7th Division  |
| Fourth Army | XV Corps       | 24th Division |
| Fourth Army | XV Corps       | 55th Division |

Battaglia di Ginchy: 9 settembre 1916
| Armata      | Corpo d'armata | Divisioni     |
| Fourth Army | XIV Corps      | 16th Division |
| Fourth Army | XIV Corps      | 56th Division |
| Fourth Army | XV Corps       | 55th Division |

Battaglia di Flers-Courcelette: 15-22 settembre 1916
| Armata       | Corpo d'armata | Divisioni                    |
| Fourth Army  | Army Troops    | 1st Cavalry Division         |
| Fourth Army  | Army Troops    | 2nd Indian Cavalry Division  |
| Fourth Army  | III Corps      | 1st Division                 |
| Fourth Army  | III Corps      | 15th Division                |
| Fourth Army  | III Corps      | 23rd Division                |
| Fourth Army  | III Corps      | 47th Division                |
| Fourth Army  | III Corps      | 50th Division                |
| Fourth Army  | III Corps      | 103rd Brigade, 34th Division |
| Fourth Army  | XIV Corps      | Guards Division              |
| Fourth Army  | XIV Corps      | 5th Division                 |
| Fourth Army  | XIV Corps      | 6th Division                 |
| Fourth Army  | XIV Corps      | 20th Division                |
| Fourth Army  | XIV Corps      | 56th Division                |
| Fourth Army  | XV Corps       | 14th Division                |
| Fourth Army  | XV Corps       | 21st Division                |
| Fourth Army  | XV Corps       | 41st Division                |
| Fourth Army  | XV Corps       | 55th Division                |
| Fourth Army  | XV Corps       | New Zealand Division         |
| Reserve Army | II Corps       | 11th Division                |
| Reserve Army | II Corps       | 49th Division                |
| Reserve Army | Canadian Corps | 1st Canadian Division        |
| Reserve Army | Canadian Corps | 2nd Canadian Division        |
| Reserve Army | Canadian Corps | 3rd Canadian Division        |

Battaglia di Morval: 25-28 settembre 1916
| Armata      | Corpo d'armata | Divisioni            |
| Fourth Army | III Corps      | 1st Division         |
| Fourth Army | III Corps      | 23rd Division        |
| Fourth Army | III Corps      | 50th Division        |
| Fourth Army | XIV Corps      | Guards Division      |
| Fourth Army | XIV Corps      | 5th Division         |
| Fourth Army | XIV Corps      | 6th Division         |
| Fourth Army | XIV Corps      | 20th Division        |
| Fourth Army | XIV Corps      | 56th Division        |
| Fourth Army | XV Corps       | 21st Division        |
| Fourth Army | XV Corps       | 55th Division        |
| Fourth Army | XV Corps       | New Zealand Division |

Battaglia di Thiepval: 26-28 settembre 1916
| Armata       | Corpo d'armata | Divisioni             |
| Reserve Army | II Corps       | 11th Division         |
| Reserve Army | II Corps       | 18th Division         |
| Reserve Army | V Corps        | 39th Division         |
| Reserve Army | Canadian Corps | 1st Canadian Division |
| Reserve Army | Canadian Corps | 2nd Canadian Division |
| Reserve Army | Canadian Corps | 3rd Canadian Division |

Battaglia del crinale di Le Transloy: 1º-18 ottobre 1916
| Armata       | Corpo d'armata | Divisioni                   |
| Fourth Army  | III Corps      | 9th Division                |
| Fourth Army  | III Corps      | 15th Division               |
| Fourth Army  | III Corps      | 23rd Division               |
| Fourth Army  | III Corps      | 47th Division               |
| Fourth Army  | III Corps      | 50th Division               |
| Fourth Army  | XIV Corps      | 4th Division                |
| Fourth Army  | XIV Corps      | 6th Division                |
| Fourth Army  | XIV Corps      | 20th Division               |
| Fourth Army  | XIV Corps      | 56th Division               |
| Fourth Army  | XV Corps       | 12th Division               |
| Fourth Army  | XV Corps       | 21st Division               |
| Fourth Army  | XV Corps       | 30th Division               |
| Fourth Army  | XV Corps       | 41st Division               |
| Fourth Army  | XV Corps       | New Zealand Division        |
| Fourth Army  | XV Corps       | 88th Brigade, 29th Division |
| Reserve Army | Canadian Corps | 1st Canadian Division       |
| Reserve Army | Canadian Corps | 2nd Canadian Division       |
| Reserve Army | Canadian Corps | 3rd Canadian Division       |
| Reserve Army | Canadian Corps | 4th Canadian Division       |

Battaglia delle colline dell'Ancre: 1º-18 ottobre 1916
| Armata       | Corpo d'armata | Divisioni             |
| Reserve Army | II Corps       | 18th Division         |
| Reserve Army | II Corps       | 19th Division         |
| Reserve Army | II Corps       | 25th Division         |
| Reserve Army | II Corps       | 39th Division         |
| Reserve Army | II Corps       | 4th Canadian Division |
| Reserve Army | V Corps        | 39th Division         |

Battaglia dell'Ancre: 1º-18 ottobre 1916
| Armata      | Corpo d'armata | Divisioni                    |
| Fourth Army | III Corps      | 48th Division                |
| Fifth Army  | II Corps       | 18th Division                |
| Fifth Army  | II Corps       | 19th Division                |
| Fifth Army  | II Corps       | 39th Division                |
| Fifth Army  | II Corps       | 4th Canadian Division        |
| Fifth Army  | V Corps        | 2nd Division                 |
| Fifth Army  | V Corps        | 3rd Division                 |
| Fifth Army  | V Corps        | 32nd Division                |
| Fifth Army  | V Corps        | 37th Division                |
| Fifth Army  | V Corps        | 51st Division                |
| Fifth Army  | V Corps        | 63rd Naval Division          |
| Fifth Army  | XIII Corps     | 31st Division                |
| Fifth Army  | XIII Corps     | 120th Brigade, 40th Division |

### Divisioni

#### Divisioni regolari del British Army e della Royal Navy
| Guards Division                  | maggior generale Geoffrey Feilding | maggior generale Geoffrey Feilding |
| 1st Guards Brigade               | 2nd Guards Brigade                 | 3rd Guards Brigade                 |
| 2nd Battalion, Grenadier Guards  | 3rd Battalion, Grenadier Guards    | 1st Battalion, Grenadier Guards    |
| 2nd Battalion, Coldstream Guards | 1st Battalion, Coldstream Guards   | 4th Battalion, Grenadier Guards    |
| 3rd Battalion, Coldstream Guards | 1st Battalion, Scots Guards        | 2nd Battalion, Scots Guards        |
| 1st Battalion, Irish Guards      | 2nd Battalion, Irish Guards        | 1st Battalion, Welch Guards        |
| Pioneers                         | 4th Battalion, Coldstream Guards   | 4th Battalion, Coldstream Guards   |

| 1st Division                                   | maggior generale Peter Strickland            | maggior generale Peter Strickland       |
| 1st Brigade                                    | 2nd Brigade                                  | 3rd Brigade                             |
| 10th Battalion, Gloucestershire Regiment       | 2nd Battalion, Royal Sussex Regiment         | 1st Battalion, South Wales Borderers    |
| 1st Battalion, Black Watch                     | 1 Battalion, Loyal North Lancashire Regiment | 1st Battalion, Gloucestershire Regiment |
| 8th Battalion, Royal Berkshire Regiment        | 1st Battalion, Northamptonshire Regiment     | 2nd Battalion, Welsh Regiment           |
| 1st Battalion, Queen's Own Cameron Highlanders | 2nd Battalion, King's Royal Rifles Corps     | 2nd Battalion, Royal Munster Fusiliers  |
| Pioneers                                       | 1/6th Battalion, Welch Regiment              | 1/6th Battalion, Welch Regiment         |

| 2nd Division                                                | maggior generale Cecil Pereira                    | maggior generale Cecil Pereira                    |
| 5th Brigade                                                 | 6th Brigade                                       | 99th Brigade                                      |
| 17th Battalion, Royal Fusiliers                             | 1st Battalion, King's (Liverpool) Regiment        | 22nd Battalion, Royal Fusiliers                   |
| 24th Battalion, Royal Fusiliers                             | 2nd Battalion, Southern Staffordshire Regiment    | 23rd Battalion, Royal Fusiliers                   |
| 2nd Battalion, Oxfordshire & Buckinghamshire Light Infantry | 13th Battalion, Essex Regiment                    | 1st Battalion, Royal Berkshire Regiment           |
| 2nd Battalion, Highland Light Infantry                      | 17th Battalion, Middlesex Regiment                | 1st Battalion, King's Royal Rifle Corps           |
| Pioneers                                                    | 10th Battalion, Duke of Cornwall's Light Infantry | 10th Battalion, Duke of Cornwall's Light Infantry |

| 3rd Division                                | maggior generale Aylmer Haldane, successivamente maggior generale Cyril Deverell | maggior generale Aylmer Haldane, successivamente maggior generale Cyril Deverell |
| 8th Brigade                                 | 9th Brigade                                                                      | 76th Brigade                                                                     |
| 2nd Battalion, Royal Scots                  | 1st Battalion, Northumberland Fusiliers                                          | 8th Battalion, King's Own Royal Regiment                                         |
| 8th Battalion, East Yorkshire Regiment      | 4th Battalion, Royal Fusiliers                                                   | 2nd Battalion, Suffolk Regiment                                                  |
| 1st Battalion, Royal Scots Fusiliers        | 13th Battalion, King's Regiment                                                  | 10th Battalion, Royal Welch Fusiliers                                            |
| 7th Battalion, King's Shropshire Light Inf. | 12th Battalion, West Yorkshire Regiment                                          | 1st Battalion, Gordon Highlanders                                                |
| Pioneers                                    | 20th Battalion, King's Royal Rifle Corps                                         | 20th Battalion, King's Royal Rifle Corps                                         |

| 4th Division                          | maggior generale William Lambton        | maggior generale William Lambton             |
| 10th Brigade                          | 11th Brigade                            | 12th Brigade                                 |
| 1st Battalion, Royal Warwick Regiment | 1st Battalion, Somerset Light Infantry  | 1st Battalion, King's Own Royal Regiment     |
| 2nd Battalion, Seaforth Highlanders   | 1st Battalion, East Lancashires         | 2nd Battalion, Lancashire Fusiliers          |
| 1st Battalion, Royal Irish Fusiliers  | 1st Battalion, Hampshire Regiment       | 2nd Battalion, Essex Regiment                |
| 2nd Battalion, Royal Dublin Fusiliers | 1st Battalion, Rifle Brigade            | 2nd Battalion, Duke of Wellington's Regiment |
| Pioneers                              | 21st Battalion, West Yorkshire Regiment | 21st Battalion, West Yorkshire Regiment      |

| 5th Division                                 | maggior generale Reginald Stephens               | maggior generale Reginald Stephens               |
| 13th Brigade                                 | 15th Brigade                                     | 95th Brigade                                     |
| 14th Battalion, Royal Warwickshire Regiment  | 16th Battalion, Royal Warwickshire Regiment      | 1st Battalion, Devon Regiment                    |
| 15th Battalion, Royal Warwickshire Regiment  | 1st Battalion, Norfolk Regiment                  | 12th Battalion, Gloucestershire Regiment         |
| 2nd Battalion, King's Own Scottish Borderers | 1st Battalion, Bedford Regiment                  | 1st Battalion, East Surrey Regiment              |
| 1st Battalion, Royal West Kent Regiment      | 1st Battalion, Cheshire Regiment                 | 1st Battalion, Duke of Cornwall's Light Infantry |
| Pioneers                                     | 1/6th Battalion, Argyll & Sutherland Highlanders | 1/6th Battalion, Argyll & Sutherland Highlanders |

| 6th Division                                    | maggior generale Charles Ross          | maggior generale Charles Ross     |
| 16th Brigade                                    | 18th Brigade                           | 71st Brigade                      |
| 1st Battalion, Buffs (Royal East Kent Regiment) | 1st Battalion, West Yorkshire Regiment | 9th Battalion, Norfolk Regiment   |
| 8th Battalion, Bedfordshire Regiment            | 11th Battalion, Essex Regiment         | 9th Battalion, Suffolk Regiment   |
| 1st Battalion, King's Shropshire Light Infantry | 2nd Battalion, Durham Light Infantry   | 1st Battalion, Leicester Regiment |
| 2nd Battalion, York and Lancaster Regiment      | 14th Battalion, Durham Light Infantry  | 2nd Battalion, Sherwood Foresters |
| Pioneers                                        | 11th Leicester Regiment                | 11th Leicester Regiment           |

| 7th Division                       | maggior generale Herbert Watts        | maggior generale Herbert Watts              |
| 20th Brigade                       | 22nd Brigade                          | 91st Brigade                                |
| 8th Battalion, Devonshire Regiment | 2nd Battalion, Royal Warwick Regiment | 2nd Battalion, Queen's                      |
| 9th Battalion, Devonshire Regiment | 2nd Battalion, Royal Irish Regiment   | 1st Battalion, South Staffordshire Regiment |
| 2nd Battalion, Border Regiment     | 2nd Battalion, Royal Welch Fusiliers  | 21st Battalion, Manchester Regiment         |
| 2nd Battalion, Gordon Highlanders  | 20th Battalion, Manchester Regiment   | 22nd Battalion, Manchester Regiment         |
| Pioneers                           | 24th Battalion, Manchester Regiment   | 24th Battalion, Manchester Regiment         |

| 8th Division                           | maggior generale Havelock Hudson         | maggior generale Havelock Hudson        |
| 23rd Brigade                           | 24th Brigade                             | 25th Brigade                            |
| 2nd Battalion, Devonshire Regiment     | 1st Battalion, Worcestershire Regiment   | 2nd Battalion, Lincolnshire Regiment    |
| 2nd Battalion, West Yorkshire Regiment | 1st Battalion, Sherwood Foresters        | 2nd Battalion, Royal Berkshire Regiment |
| 2nd Battalion, Middlesex Regiment      | 2nd Battalion, Northamptonshire Regiment | 1st Battalion, Royal Irish Rifles       |
| 2nd Battalion, Scottish Rifles         | 2nd Battalion, East Lancashire Regiment  | 2nd Battalion, Rifle Brigade            |
| Pioneers                               | 22nd Battalion, Durham Light Infantry    | 22nd Battalion, Durham Light Infantry   |

| 29th Division                         | maggior generale Henry de Lisle              | maggior generale Henry de Lisle                   |
| 86th Brigade                          | 87th Brigade                                 | 88th Brigade                                      |
| 2nd Battalion, Royal Fusiliers        | 2nd Battalion, South Wales Borderers         | 4th Battalion, Worcestershire Regiment            |
| 1st Battalion, Lancashire Fusiliers   | 1st Battalion, King's Own Scottish Borderers | 1st Battalion, Essex Regiment                     |
| 16th Battalion, Middlesex Regiment    | 1st Battalion, Royal Inniskilling Fusiliers  | 2nd Battalion, Hampshire Regiment                 |
| 1st Battalion, Royal Dublin Fusiliers | 1st Battalion, Border Regiment               | Royal Newfoundland Regiment Dominion di Terranova |
| Pioneers                              | 2nd Battalion, Monmouthshire Regiment        | 2nd Battalion, Monmouthshire Regiment             |

| 63rd (Royal Naval) Division | maggior generale George Forestier-Walker | maggior generale George Forestier-Walker      |
| 188th (Royal Naval) Brigade | 189th (Royal Naval) Brigade              | 190th Brigade                                 |
| Anson Battalion             | Drake Battalion                          | 1/1st Battalion, Honourable Artillery Company |
| Howe Battalion              | Hood Battalion                           | 7th Battalion, Royal Fusiliers                |
| 1st Royal Marine Battalion  | Nelson Battalion                         | 4th Battalion, Bedfordshire Regiment          |
| 2nd Royal Marine Battalion  | Hawke Battalion                          | 10th Battalion, Royal Dublin Fusiliers        |

#### Divisioni del "New Army" arruolate attraverso il Piano di reclutamento Kitchener
| 9th (Scottish) Division                         | maggior generale W.T. Furse                  | maggior generale W.T. Furse                        |
| 26th Brigade                                    | 27th Brigade                                 | South African Brigade                              |
| 8th Battalion, Black Watch                      | 11th Battalion, Royal Scots                  | 1st South African Battalion (Cape)                 |
| 9th Battalion, Seaforth                         | 12th Battalion, Royal Scots                  | 2nd South African Battalion (Natal & OFS)          |
| 5th Battalion, Camerons                         | 6th Battalion, King's Own Scottish Borderers | 3rd South African Battalion (Transvaal & Rhodesia) |
| 10th Battalion, Argyll & Sutherland Highlanders | 9th Battalion, Scottish Rifles               | 4th South African Battalion (Scottish)             |
| Pioneers                                        | 9th Battalion, Seaforth Highlanders          | 9th Battalion, Seaforth Highlanders                |

| 11th (Northern) Division                     |                                             |                                         |
| 32nd Brigade                                 | 33rd Brigade                                | 34th Brigade                            |
| 9th Battalion, West Yorkshire Regiment       | 6th Battalion, Lincolnshire Regiment        | 8th Battalion, Northumberland Fusiliers |
| 6th Battalion, Green Howards                 | 6th Battalion, Border Regiment              | 9th Battalion, Lancashire Fusiliers     |
| 8th Battalion, Duke of Wellington's Regiment | 7th Battalion, South Staffordshire Regiment | 5th Battalion, Dorsetshire Regiment     |
| 6th Battalion, York & Lancaster Regiment     | 9th Battalion, Sherwood Foresters           | 11th Battalion, Manchester Regiment     |
| Pioneers                                     | 6th Battalion, East Yorkshire Regiment      | 6th Battalion, East Yorkshire Regiment  |

| 12th (Eastern) Infantry Division        | maggior generale A.B. Scott              | maggior generale A.B. Scott                     |
| 35th Brigade                            | 36th Brigade                             | 37th Brigade                                    |
| 7th Battalion, Norfolk Regiment         | 8th Battalion, Royal Fusiliers           | 6th Battalion, Queen's Regiment                 |
| 7th Battalion, Suffolk Regiment         | 9th Battalion, Royal Fusiliers           | 6th Battalion, Buffs (Royal East Kent Regiment) |
| 9th Battalion, Essex Regiment           | 7th Battalion, Royal Sussex Regiment     | 7th Battalion, East Surrey Regiment             |
| 5th Battalion, Royal Berkshire Regiment | 11th Battalion, Middlesex Regiment       | 6th Battalion, Royal West Kent Regiment         |
| Pioneers                                | 5th Battalion, Northamptonshire Regiment | 5th Battalion, Northamptonshire Regiment        |

| 14th (Light) Division                   |                                                   |                                             |
| 41st Brigade                            | 42nd Brigade                                      | 43rd Brigade                                |
| 7th Battalion, King's Royal Rifle Corps | 5th Battalion, Oxfordshire & Buckinghamshire Regt | 6th Battalion, Somerset Light Infantry      |
| 8th Battalion, King's Royal Rifle Corps | 5th Battalion, King's Shropshire Light Infantry   | 6th Battalion, Duke of Cornwall's Lt.Inf.   |
| 7th Battalion, Rifle Brigade            | 9th Battalion, King's Royal Rifle Corps           | 6th Battalion, King's Own Yorkshire Lt.Inf. |
| 8th Battalion, Rifle Brigade            | 9th Battalion, Rifle Brigade                      | 10th Battalion, Durham Light Infantry       |
| Pioneers                                | 11th Battalion, King's Regiment                   | 11th Battalion, King's Regiment             |

| 15th (Scottish) Infantry Division  | maggior generale F.W.N. McCracken               | maggior generale F.W.N. McCracken              |
| 44th Brigade                       | 45th Brigade                                    | 46th Brigade                                   |
| 9th Battalion, Black Watch         | 13th Battalion, Royal Scots                     | 10th Battalion, Scottish Rifles                |
| 8th Battalion, Seaforth            | 6/7th Battalion, Royal Scots Fusilers           | 7/8th Battalion, King's Own Scottish Borderers |
| 10th Battalion, Gordon Highlanders | 6th Battalion, Camerons                         | 10/11th Battalion, Highland Light Infantry     |
| 7th Battalion, Camerons            | 11th Battalion, Argyll & Sutherland Highlanders | 12/11th Battalion, Highland Light Infantry     |
| Pioneers                           | 9th Battalion, Gordon Highlanders               | 9th Battalion, Gordon Highlanders              |

| 16th (Irish) Division                  |                                        |                                             |
| 47th Brigade                           | 48th Brigade                           | 49th Brigade                                |
| 6th Battalion, Royal Irish Regiment    | 7th Battalion, Royal Irish Rifles      | 7th Battalion, Royal Inniskilling Fusiliers |
| 6th Battalion, Connaught Rangers       | 1st Battalion, Royal Munster Fusiliers | 8th Battalion, Royal Inniskilling Fusiliers |
| 7th Battalion, Leinster Regiment       | 8th Battalion, Royal Dublin Fusiliers  | 7th Battalion, Royal Irish Fusiliers        |
| 8th Battalion, Royal Munster Fusiliers | 9th Battalion, Royal Dublin Fusiliers  | 8th Battalion, Royal Irish Fusiliers        |
| Pioneers                               | 11th Battalion, Hampshire Regiment     | 11th Battalion, Hampshire Regiment          |

| 17th (Northern) Division                |                                             |                                              |
| 50th Brigade                            | 51st Brigade                                | 52nd Brigade                                 |
| 10th Battalion, West Yorkshire Regiment | 7th Battalion, Lincolnshire Regiment        | 9th Battalion, Northumberland Fusiliers      |
| 7th Battalion, East Yorkshire Regiment  | 7th Battalion, Border Regiment              | 10th Battalion, Lancashire Fusiliers         |
| 7th Battalion, Green Howards            | 8th Battalion, South Staffordshire Regiment | 9th Battalion, Duke of Wellington's Regiment |
| 6th Battalion, Dorset Regiment          | 10th Battalion, Sherwood Forest Regiment    | 12th Battalion, Manchester Regiment          |
| Pioneers                                | 7th Battalion, York and Lancaster Regiment  | 7th Battalion, York and Lancaster Regiment   |

| 18th (Eastern) Division                 | maggior generale Ivor Maxse              | maggior generale Ivor Maxse             |
| 53rd Brigade                            | 54th Brigade                             | 55th Brigade                            |
| 8th Battalion, Norfolk Regiment         | 11th Battalion, Royal Fusiliers          | 7th Battalion, Queen's Regiment         |
| 8th Battalion, Suffolk Regiment         | 7th Battalion, Bedford Regiment          | 7th Battalion, Buffs                    |
| 10th Battalion, Essex Regiment          | 8th Battalion, Northamptonshire Regiment | 8th Battalion, East Surrey Regiment     |
| 6th Battalion, Royal Berkshire Regiment | 12th Battalion, Middlesex Regiment       | 7th Battalion, Royal West Kent Regiment |
| Pioneers                                | 8th Battalion, Royal Sussex Regiment     | 8th Battalion, Royal Sussex Regiment    |

| 19th (Western) Division                  | maggior generale G.T.M. Bridges             | maggior generale G.T.M. Bridges            |
| 56th Brigade                             | 57th Brigade                                | 58th Brigade                               |
| 7th Battalion, Kings Own                 | 10th Battalion, Royal Warwick Regiment      | 9th Battalion, Cheshire Regiment           |
| 7th Battalion, East Lancashire Regiment  | 8th Battalion, Gloucestershire Regiment     | 9th Battalion, Royal Welch Fusiliers       |
| 7th Battalion, South Lancashire Regiment | 10th Battalion, Worcesters                  | 9th Battalion, Welch Regiment              |
| 7th Battalion, North Lancashire Regiment | 8th Battalion, North Staffordshire Regiment | 6th Battalion, Wiltshire Regiment          |
| Pioneers                                 | 5th Battalion, South Wales Border Regiment  | 5th Battalion, South Wales Border Regiment |

| 20th (Light) Division                    |                                                  |                                             |
| 59th Brigade                             | 60th Brigade                                     | 61st Brigade                                |
| 10th Battalion, King's Royal Rifle Corps | 6th Battalion, Oxford & Buckinghamshire Lt. Regt | 7th Battalion, Somerset Lt.Inf.             |
| 11th Battalion, King's Royal Rifle Corps | 6th Battalion, King's Stropshire Lt. Inf.        | 7th Battalion, Duke of Cornwall's Lt.Inf.   |
| 10th Battalion, Rifle Brigade            | 12th Battalion, King's Royal Rifle Corps         | 7th Battalion, King's Own Yorkshire Lt.Inf. |
| 11th Battalion, Rifle Brigade            | 12th Battalion, Rifle Brigade                    | 12th Battalion, King's Regiment             |
| Pioneers                                 | 11th Battalion, Durham Light Infantry            | 11th Battalion, Durham Light Infantry       |

| 21st Division                                   |                                                           |                                                           |
| 62nd Brigade                                    | 63rd Brigade                                              | 64th Brigade                                              |
| 12th Battalion, Northumberland Fusiliers        | 8th Battalion, Lincolnshire Regiment                      | 9th Battalion, King's Own Yorkshire Lt.Inf.               |
| 13th Battalion, Northumberland Fusiliers        | 8th Battalion, Somerset Regiment                          | 10th Battalion, King's Own Yorkshire Lt.Inf.              |
| 1st Battalion, Lincolnshire Regiment            | 12th Bn, Prince of Wales' Own West Yorkshires             | 14th Battalion, Durham Light Infantry                     |
| 10th Bn, Princess of Wales's Own Yorkshire Regt | 10th Bn, York and Lancaster Regiment                      | 15th Bn, Durham Light Infantry                            |
| Pioneers                                        | 14th Battalion, Northumberland Fusiliers                  | 14th Battalion, Northumberland Fusiliers                  |
| 110th Brigade                                   | La 110th Brigade sostituì la 63rd Brigade nel luglio 1916 | La 110th Brigade sostituì la 63rd Brigade nel luglio 1916 |
| 6th Bn, Leicestershire Regiment                 | 7th Bn, Leicestershire Regiment                           | 8th Battalion, Leicestershire Regiment                    |
| 9th Battalion, Leicestershire Regiment          |                                                           |                                                           |

| 23rd Division                            | maggior generale J.M. Babington             | maggior generale J.M. Babington                    |
| 68th Brigade                             | 69th Brigade                                | 70th Brigade                                       |
| 10th Battalion, Northumberland Fusiliers | 11th Battalion, West Yorkshire Regiment     | 11th Battalion, Sherwood Foresters                 |
| 11th Battalion, Northumberland Fusiliers | 8th Battalion, Green Howards                | 8th Battalion, King's Own Yorkshire Light Infantry |
| 12th Battalion, Durham Light Infantry    | 9th Battalion, Green Howards                | 8th Battalion, York and Lancaster Regiment         |
| 13th Battalion, Durham Light Infantry    | 10th Battalion, Duke of Wellington Regiment | 9th Battalion, York and Lancaster Regiment         |
| Pioneers                                 | 9th Battalion, South Staffordshire Regiment | 9th Battalion, South Staffordshire Regiment        |

| 24th Division                   |                                             |                                             |
| 17th Brigade                    | 72nd Brigade                                | 73rd Brigade                                |
| 8th Battalion, Buffs            | 8th Battalion, Queen's Regiment             | 9th Battalion, Royal Sussex Regiment        |
| 1st Battalion, Royal Fusiliers  | 9th Battalion, East Surrey Regiment         | 7th Battalion, Northamptonshire Regiment    |
| 12th Battalion, Royal Fusiliers | 8th Battalion, Royal West Kent Regt.        | 13th Battalion, Middlesex Regiment          |
| 3rd Battalion, Rifle Brigade    | 1st Battalion, North Staffordshire Regt.    | 2nd Battalion, Leinster Regiment            |
| Pioneers                        | 12th Battalion, Sherwood Foreseter Regiment | 12th Battalion, Sherwood Foreseter Regiment |

| 25th Division                                  | maggior generale E.G.T. Bainbridge             | maggior generale E.G.T. Bainbridge         |
| 7th Brigade                                    | 74th Brigade                                   | 75th Brigade                               |
| 10th Battalion, Cheshire Regiment              | 11th Battalion, Lancashire Fusiliers           | 11th Battalion, Cheshire Regiment          |
| 3rd Battalion, Worcester Regiment              | 13th Battalion, Cheshire Regiment              | 8th Battalion, Border Regiment             |
| 8th Battalion, Loyal North Lancashire Regiment | 9th Battalion, Loyal North Lancashire Regiment | 2nd Battalion, South Lancashire Regiment   |
| 1st Battalion, Wiltshire Regiment              | 2nd Battalion, Royal Irish Rifles Regiment     | 8th Battalion, South Lancashire Regiment   |
| Pioneers                                       | 6th Battalion, South Wales Border Regiment     | 6th Battalion, South Wales Border Regiment |

| 30th Division                                         | brigadier generale F.C. Stanley                                  | brigadier generale F.C. Stanley                                  |
| 21st Brigade                                          | 89th Brigade                                                     | 90th Brigade                                                     |
| 18th Battalion, King's Own Royal Regiment             | 17th Battalion, King's (Liverpool) Regiment                      | 16th Battalion (1st City) Manchester Regiment                    |
| 19th Battalion (4th City) Manchester Regiment         | 19th Battalion, King's (Liverpool) Regiment                      | 17th Battalion (2nd City) Manchester Regiment                    |
| 2nd Battalion, Princess of Wales' Own Yorkshire Regt  | 20th Battalion, King's (Liverpool) Regiment                      | 18th Battalion (3rd City) Manchester Regiment                    |
| 2nd Battalion, Duke of Edinburgh's Wiltshire Regiment | 2nd Battalion, Bedfordshire Regiment                             | 2nd Battalion, Royal Scots Fusiliers                             |
| Pioneers                                              | 11th Battalion (St.Helens Pioneers) Prince of Wales's Volunteers | 11th Battalion (St.Helens Pioneers) Prince of Wales's Volunteers |

| 31st Division                           |                                                              |                                                              |
| 92nd Brigade                            | 93rd Brigade                                                 | 94th Brigade                                                 |
| 10th Battalion, East Yorkshire Regiment | 15th Battalion, West Yorkshire Regiment                      | 11th Battalion, East Lancaster Regiment                      |
| 11th Battalion, East Yorkshire Regiment | 16th Battalion, West Yorkshire Regiment                      | 12th Battalion, York & Lancaster Regiment                    |
| 12th Battalion, East Yorkshire Regiment | 18th Battalion, West Yorkshire Regiment                      | 13th Battalion, York & Lancaster Regiment                    |
| 13th Battalion, East Yorkshire Regiment | 18th Battalion, Durham Light Infantry                        | 14th Battalion, York & Lancaster Regiment                    |
| Pioneers                                | 12th Battalion, King's Own Yorkshire Light Infantry Regiment | 12th Battalion, King's Own Yorkshire Light Infantry Regiment |

| 32nd Division                           |                                             |                                                |
| 14th Brigade                            | 96th Brigade                                | 97th Brigade                                   |
| 19th Battalion, Lancashire Fusiliers    | 16th Battalion, Northumberland Fusiliers    | 11th Battalion, Border Regiment                |
| 1st Battalion, Dorsetshire Regiment     | 15th Battalion, Lancashire Fusiliers        | 2nd Battalion, King's Own Yorkshire Light Inf. |
| 2nd Battalion, Manchester Regiment      | 16th Battalion, Lancashire Fusiliers        | 16th Battalion, Highland Light Infantry        |
| 15th Battalion, Highland Light Infantry | 2nd Battalion, Royal Inniskilling Fusiliers | 17th Battalion, Highland Light Infantry        |
| Pioneers                                | 17th Battalion, Northumberland Fusiliers    | 17th Battalion, Northumberland Fusiliers       |

| 33rd Division                                  |                                                     |                                                    |
| 98th Brigade                                   | 100th Brigade                                       | 19th Brigade                                       |
| 4th Battalion, King's (Liverpool) Regiment     | 1st Battalion, Queen's (Royal West Surrey) Regiment | 20th Battalion, Royal Fusiliers                    |
| 1/4th Battalion, Suffolk Regiment              | 2nd Battalion, Worcestershire Regiment              | 2nd Battalion, Royal Welch Fusiliers               |
| 1st Battalion, Middlesex Regiment              | 16th Battalion, King's Royal Rifle Corps            | 1st Battalion, The Cameronians (Scottish Rifles)   |
| 2nd Battalion, Argyll & Sutherland Highlanders | 1/9th Battalion, Highland Light Infantry            | 1/5th Battalion, The Cameronians (Scottish Rifles) |
| Pioneers                                       | 18th Battalion, Middlesex Regiment                  | 18th Battalion, Middlesex Regiment                 |

| 34th Division                        | maggior generale E.G. Ingouville-Williams (ucciso), sostituito dal maggior generale C.L. Nicholson | maggior generale E.G. Ingouville-Williams (ucciso), sostituito dal maggior generale C.L. Nicholson |
| 101st Brigade                        | 102nd Tyneside Scottish Brigade                                                                    | 103rd Tyneside Scottish Brigade                                                                    |
| 15th Battalion, Royal Scots Regiment | 20th Battalion, Northumberland Fusiliers                                                           | 24th Battalion, Northumberland Fusiliers                                                           |
| 16th Battalion, Royal Scots Regiment | 21st Battalion, Northumberland Fusiliers                                                           | 25th Battalion, Northumberland Fusiliers                                                           |
| 10th Battalion, Lincoln Regiment     | 22nd Battalion, Northumberland Fusiliers                                                           | 26th Battalion, Northumberland Fusiliers                                                           |
| 11th Battalion, Suffolk Regiment     | 23rd Battalion, Northumberland Fusiliers                                                           | 27th Battalion, Northumberland Fusiliers                                                           |
| Pioneers                             | 18th Battalion, Northumberland Fusiliers                                                           | 18th Battalion, Northumberland Fusiliers                                                           |

| 35th (Bantam) Division               |                                             |                                         |
| 104th Brigade                        | 105th Brigade                               | 106th Brigade                           |
| 17th Battalion, Lancashire Fusiliers | 15th Battalion, Cheshire Regiment           | 17th Battalion, Royal Scots Regiment    |
| 18th Battalion, Lancashire Fusiliers | 16th Battalion, Cheshire Regiment           | 17th Battalion, West Yorkshire Regiment |
| 20th Battalion, Lancashire Fusiliers | 14th Battalion, Gloster Regiment            | 19th Battalion, Durham Light Infantry   |
| 23rd Battalion, Manchester Regiment  | 15th Battalion, Sherwood Foreseter Regiment | 18th Battalion, Highland Light Infantry |
| Pioneers                             | 19th Battalion, Nothumberland Fusiliers     | 19th Battalion, Nothumberland Fusiliers |

| 36th (Ulster) Division                       |                                              |                                                               |
| 107th Brigade                                | 108th Brigade                                | 109th Brigade                                                 |
| 8th Bn, (East Belfast), Royal Irish Rifles   | 9th Battalion, Royal Irish Fusiliers         | 9th Bn (County Tyrone), Royal Inniskilling Fusiliers          |
| 9th Bn, (West Belfast), Royal Irish Rifles   | 12th Bn (Central Antrim), Royal Irish Rifles | 10th Bn (Derry), Royal Inniskilling Fusiliers                 |
| 10th Bn, (South Belfast), Royal Irish Rifles | 2nd Battalion, Royal Irish Rifles            | 11th Bn (Donegal and Fermanagh), Royal Inniskilling Fusiliers |
| 11th Bn. (South Antrim), Royal Irish Rifles  | 14th Bn (Young Citizens), Royal Irish Rifles | 15th Bn, (North Belfast), Royal Irish Rifles                  |
| Pioneers                                     |                                              |                                                               |

| 37th Division                     |                                             |                                                 |
| 110th Brigade                     | 111th Brigade                               | 112th Brigade                                   |
| 6th Battalion, Leicester Regiment | 10th Battalion, Royal Fusiliers             | 11th Battalion, Royal Warwick Regiment          |
| 7th Battalion, Leicester Regiment | 13th Battalion, Royal Fusiliers             | 6th Battalion, Bedford Regiment                 |
| 8th Battalion, Leicester Regiment | 13th Battalion, King's Royal Rifle Corps    | 8th Battalion, East Lancashire Regiment         |
| 9th Battalion, Leicester Regiment | 13th Battalion, Rifle Brigade               | 10th Battalion, Loyal North Lancashire Regiment |
| Pioneers                          | 9th Battalion, North Staffordshire Regiment | 9th Battalion, North Staffordshire Regiment     |

| 38th (Welsh) Division                              |                                                     |                                                     |
| 113th Brigade                                      | 114th Brigade                                       | 115th Brigade                                       |
| 13th Bn, (1st North Wales), Royal Welch Fusiliers  | 10th Battalion (1st Rhondda), Welch Regiment        | 17th Bn, (2nd North Wales), Royal Welch Fusiliers   |
| 14th Bn, Royal Welch Fusiliers                     | 13th Battalion (2nd Rhondda), Welch Regiment        | 10th Bn, (1st Gwent), South Wales Borderers         |
| 15th Bn, (1st London Welsh), Royal Welch Fusiliers | 14th Battalion (Swansea), Welch Regiment            | 11th Bn, (2nd Gwent), South Wales Borderers         |
| 16th Bn, Royal Welch Fusiliers                     | 15th Battalion (Carmarthenshire), Welch Regiment    | 16th Bn, (Cardiff City), Welch Regiment             |
| Pioneers                                           | 19th Battalion (Glamorgan Pioneers), Welsh Regiment | 19th Battalion (Glamorgan Pioneers), Welsh Regiment |

| 39th Division                         | maggior generale Sir Charles Monro       | maggior generale Sir Charles Monro       |
| 116th Brigade                         | 117th Brigade                            | 118th Brigade                            |
| 11th Battalion, Royal Sussex Regiment | 16th Battalion, Sherwood Foresters       | 1/6th Battalion, Cheshire Regiment       |
| 12th Battalion, Royal Sussex Regiment | 17th Battalion, Sherwood Foresters       | 1/1st Battalion, Cambridgeshire Regiment |
| 13th Battalion, Royal Sussex Regiment | 17th Battalion, King's Royal Rifle Corps | 1/1st Battalion, Hertfordshire Regiment  |
| 14th Battalion, Hampshire Regiment    | 16th Battalion, Rifle Brigade            | 4/5th Battalion, Black Watch             |
| Pioneers                              | 13th Battalion, Gloucestershire Regiment | 13th Battalion, Gloucestershire Regiment |

| 41st Division                     |                                         |                                             |
| 122nd Brigade                     | 123rd Brigade                           | 124th Brigade                               |
| 12th Bn, East Surrey Regiment     | 11th Bn, Queen's Royal West Surrey Regt | 10th Bn, The Queen's Royal West Surrey Regt |
| 15th Bn, Hampshire Regiment       | 10th Bn, Royal West Kent Regiment       | 26th Battalion, Royal Fusiliers             |
| 11th Bn, Royal West Kent Regiment | 23rd Bn, Middlesex Regiment             | 32nd Battalion, Royal Fusiliers             |
| 18th Bn, King's Royal Rifle Corps | 20th Bn, Durham Light Infantry          | 21st Bn, King's Royal Rifle Corps           |
| Pioneers                          | 19th Battalion, Middlesex Regiment      | 19th Battalion, Middlesex Regiment          |

#### Divisioni territoriali
| 46th (North Midland) Infantry Division        | maggior generale Edward James Montagu-Stuart-Wortley | maggior generale Edward James Montagu-Stuart-Wortley |
| 137th Brigade                                 | 138th Brigade                                        | 139th Brigade                                        |
| 1/5th Battalion, South Staffordshire Regiment | 1/4th Battalion, Lincolnshire Regiment               | 1/5th Battalion, Sherwood Foresters                  |
| 1/6th Battalion, South Staffordshire Regiment | 1/5th Battalion, Lincolnshire Regiment               | 1/6th Battalion, Sherwood Foresters                  |
| 1/5th Battalion, North Staffordshire Regiment | 1/4th Battalion, Leicestershire Regiment             | 1/7th Battalion, Sherwood Foresters                  |
| 1/6th Battalion, North Staffordshire Regiment | 1/5th Battalion, Leicestershire Regiment             | 1/8th Battalion, Sherwood Foresters                  |
| Pioneers                                      | 1st Battalion, Monmouthshire Regiment                | 1st Battalion, Monmouthshire Regiment                |

| 47th 1/2nd London Division        | maggior generale Sir C. St L. Barter (rilevato), successivamente maggior generale G.K Gorringe | maggior generale Sir C. St L. Barter (rilevato), successivamente maggior generale G.K Gorringe |
| 140th Brigade                     | 141st Brigade                                                                                  | 142nd Brigade                                                                                  |
| 1/6th Battalion, London Regiment  | 1/17th Battalion, London Regiment                                                              | 1/21st Battalion, London Regiment                                                              |
| 1/7th Battalion, London Regiment  | 1/18th Battalion, London Regiment                                                              | 1/22nd Battalion, London Regiment                                                              |
| 1/8th Battalion, London Regiment  | 1/19th Battalion, London Regiment                                                              | 1/23rd Battalion, London Regiment                                                              |
| 1/15th Battalion, London Regiment | 1/20th Battalion, London Regiment                                                              | 1/24th Battalion, London Regiment                                                              |
| Pioneers                          | 1st Battalion, 4th Royal Welch Fusiliers                                                       | 1st Battalion, 4th Royal Welch Fusiliers                                                       |

| 48th (South Midland) Infantry Division       |                                                          |                                                          |
| 143rd Brigade (Warwickshire)                 | 144th Brigade (Gloucester and Worcester)                 | 145th Brigade (South Midland)                            |
| 1/5th Battalion, Royal Warwickshire Regiment | 1/4th (City of Bristol) Battalion, Gloucestershire Regt. | 1/5th Battalion, Gloucestershire Regt                    |
| 1/6th Battalion, Royal Warwickshire Regiment | 1/6th Battalion, Gloucestershire Regiment                | 1/4th Battalion, Oxfordshire & Buckinghamshire Lt. Inf.  |
| 1/7th Battalion, Royal Warwickshire Regiment | 1/7th Battalion, Worcestershire Regiment                 | 1/1st Battalionn, Oxfordshire & Buckinghamshire Lt. Inf. |
| 1/8th Battalion, Royal Warwickshire Regiment | 1/8th Battalion, Worcestershire Regiment                 | 1/4th Battalion, Royal Berkshire Regiment                |
| Pioneers                                     | 1/5th (Cinque Ports) Battalion, Royal Sussex Regiment    | 1/5th (Cinque Ports) Battalion, Royal Sussex Regiment    |

| 49th (West Riding) Infantry Division     | | |
| 146th Brigade                            | 147th Brigade                                                                                                   | 148th Brigade                                                                                                   |
| 1/5th Battalion, West Yorkshire Regiment | 1/4th Battalion, Duke of Wellington's Regiment                                                                  | 1/4th Battalion, King's Own Yorkshire Light Infantry                                                            |
| 1/6th Battalion, West Yorkshire Regiment | 1/5th Battalion, Duke of Wellington's Regiment                                                                  | 1/5th Battalion, King's Own Yorkshire Light Infantry                                                            |
| 1/7th Battalion, West Yorkshire Regiment | 1/6th Battalion, Duke of Wellington's Regiment                                                                  | 1/4th Battalion, York & Lancaster Regt.                                                                         |
| 1/8th Battalion, West Yorkshire Regiment | 1/7th Battalion, Duke of Wellington's Regiment                                                                  | 1/5th Battalion, York & Lancaster Regt.                                                                         |
| Pioneers                                 | 3rd Battalion, Monmouthshire Regiment (sostituito dal 19th Battalion dei Lancashire Fusiliers il 6 agosto 1916) | 3rd Battalion, Monmouthshire Regiment (sostituito dal 19th Battalion dei Lancashire Fusiliers il 6 agosto 1916) |

| 50th (Northumbrian) Infantry Division     |                                          |                                        |
| 149th Brigade                             | 150th Brigade                            | 151st Brigade                          |
| 1/4th Battalion, Northumberland Fusiliers | 1/4th Battalion, East Yorkshire Regiment | 1/6th Battalion, Durham Lt Inf         |
| 1/5th Battalion, Northumberland Fusiliers | 1/4th Bn, Green Howards                  | 1/8th Battalion, Durham Lt Inf         |
| 1/6th Battalion, Northumberland Fusiliers | 1/5th Bn, Green Howards                  | 1/9th Battalion, Durham Lt Inf         |
| 1/7th Battalion, Northumberland Fusiliers | 1/5th Battalion, Durham Light Infantry   | 1/5th Battalion, Border Regiment       |
| Pioneers                                  | 1/7th Battalion, Durham Light Infantry   | 1/7th Battalion, Durham Light Infantry |

| 51st (Highland) Infantry Division                | maggior generale George Montague Harper | maggior generale George Montague Harper       |
| 152nd (1st Highland) Brigade                     | 153rd (2nd Highland) Brigade            | 154th (3rd Highland) Brigade                  |
| 1/5th Battalion, Seaforth Highlanders            | 1/6th Battalion, Black Watch            | 1/4th Bn, Seaforth Highlanders                |
| 1/6th Battalion, Seaforth Highlanders            | 1/7th Battalion, Black Watch            | 1/4th Bn, Gordon Highlanders                  |
| 1/8th Battalion, Argyll & Sutherland Highlanders | 1/5th Battalion, Gordon Highlanders     | 1/9th Bn, Royal Scots                         |
| 1/6th Battalion, Gordon Highlanders              | 1/7th Battalion, Gordon Highlanders     | 1/7th Bn, the Argyll & Sutherland Highlanders |
| Pioneers                                         |                                         |                                               |

| 55th (West Lancashire) Division                      |                                                                           |                                                                           |
| 164th (North Lancashire) Brigade                     | 165th (Liverpool) Brigade                                                 | 166th (South Lancashire) Brigade                                          |
| 1/4th Battalion, King's Own Royal Regiment           | 1/5th Battalion, King's (Liverpool) Regiment                              | 1/5th Battalion, King's Own Royal Lancaster Regt.                         |
| 1/4th Battalion, Loyal North Lancashire Regiment     | 1/6th Battalion, King's Liverpool Regiment                                | 1/10th Battalion, King's (Liverpool) Regt.                                |
| 1/8th (Irish) Battalion, King's (Liverpool) Regiment | 1/7th Battalion, King's Liverpool Regiment                                | 1/5th Battalion, Prince of Wales's Volunteers                             |
| 2/5th Battalion, Lancashire Fusiliers                | 1/9th Battalion, King's (Liverpool) Regiment                              | 1/5th Battalion, Loyal North Lancashire Regiment                          |
| Pioneers                                             | 1/4th Battalion, Prince of Wales's Volunteers (South Lancashire Regiment) | 1/4th Battalion, Prince of Wales's Volunteers (South Lancashire Regiment) |

| 56th (London) Infantry Division     |                                                     |                                                                |
| 167th Brigade                       | 168th Brigade                                       | 169th Brigade                                                  |
| 1/1st Battalion, London Regiment    | 1/4th Battalion, London Regiment                    | 1/2nd Battalion, London Regiment                               |
| 1/3rd Battalion, London Regiment    | 1/12th (London Rangers) Battalion, London Regiment  | 1/5th (London Rifle Brigade) Battalion, London Regiment        |
| 1/7th Battalion, Middlesex Regiment | 1/13th (Kensington) Battalion, London Regiment      | 1/9th (Queen's Victoria Rifles) Battalion, London Regiment     |
| 1/8th Battalion, Middlesex Regiment | 1/14th (London Scottish) Battalion, London Regiment | 1/16th (Queen's Westminster Rifles) Battalion, London Regiment |
| Pioneers                            | 1/5th Battalion, Cheshire Regiment                  | 1/5th Battalion, Cheshire Regiment                             |

#### Divisioni dei Dominion
| 2nd Indian Cavalry Division                | maggior generale G. A. Cookson | maggior generale G. A. Cookson              |
| 5th (Mhow) Cavalry Brigade                 | 3rd (Ambala) Cavalry Brigade   | 9th (Secunderabad) Cavalry Brigade          |
| 6th (Inniskilling) Dragoons                | 13th Hussars                   | 7th (Princess Royal's) Dragoon Guards       |
| 2nd Lancers (Gardner's Horse)              | 3rd Skinner's Horse            | 20th Deccan Horse                           |
| 38th King George's Own Central India Horse | 18th King George's Own Lancers | 34th Prince Albert Victor's Own Poona Horse |

| Canadian Cavalry Brigade                      | (alle dipendenze della 2nd Indian Cavalry Division) | (alle dipendenze della 2nd Indian Cavalry Division) |
| Royal Canadian Dragoons                       | Lord Strathcona's Horse                             | Fort Garry Horse                                    |
| Canadian Cavalry Brigade Machine Gun Squadron |                                                     |                                                     |

| New Zealand Division     | maggior generale Andrew Hamilton Russell | maggior generale Andrew Hamilton Russell |
| 1st New Zealand Brigade  | 2nd New Zealand Brigade                  | 3rd New Zealand Rifle Brigade            |
| 1st Auckland Battalion   | 2nd Auckland Battalion                   | 1st Battalion, NZ Rifle Brigade          |
| 1st Canterbury Battalion | 2nd Canterbury Battalion                 | 2nd Battalion, NZ Rifle Brigade          |
| 1st Otego Battalion      | 2nd Otego Battalion                      | 3rd Battalion, NZ Rifle Brigade          |
| 1st Wellington Battalion | 2nd Wellington Battalion                 | 4th Battalion, NZ Rifle Brigade          |
| Pioneers                 | New Zealand Pioneer Battalion            | New Zealand Pioneer Battalion            |

| 1st Canadian Division        | maggior generale A.W. Currie         | maggior generale A.W. Currie       |
| 1st Brigade                  | 2nd Brigade                          | 3rd Brigade                        |
| 1st Battalion (Ontario)      | 5th Battalion (Western Cavalry)      | 13th Battalion (Royal Highlanders) |
| 2nd Battalion (East Ontario) | 7th Battalion (1st British Columbia) | 14th Battalion (Royal Montreal)    |
| 3rd Battalion (Toronto)      | 8th Battalion (90th Rifles)          | 15th Battalion (48th Highlanders)  |
| 4th Battalion                | 10th Battalion                       | 16th Battalion (Canadian Scottish) |
| Pioneers                     | 1st Canadian Pioneer Battalion       | 1st Canadian Pioneer Battalion     |

| 2nd Canadian Division            | maggior generale R.E.W. Turner      | maggior generale R.E.W. Turner    |
| 4th Brigade                      | 5th Brigade                         | 6th Brigade                       |
| 18th (West Ontario) Battalion    | 22nd (Canadien Francaise) Battalion | 27th (City of Winnipeg) Battalion |
| 19th (Central Ontario) Battalion | 24th (Victoria Rifles) Battalion    | 28th (North West) Battalion       |
| 20th (Central Ontario) Battalion | 25h (Nova Scotia Rifles) Battalion  | 29th (Vancouver) Battalion        |
| 21st (Eastern Ontario) Battalion | 26th (New Brunswick) Battalion      | 31st (Alberta) Battalion          |
| Pioneers                         | 2st Canadian Pioneer Battalion      | 2st Canadian Pioneer Battalion    |

| 3rd Canadian Division                       |                                        |                                      |
| 7th Brigade                                 | 8th Brigade                            | 9th Brigade                          |
| Princess Patricia's Canadian Light Infantry | 1st Battalion, Canadian Mounted Rifles | 43rd (Cameron Highlanders) Battalion |
| Royal Canadian Regiment                     | 2nd Battalion, Canadian Mounted Rifles | 52nd (North Ontario) Battalion       |
| 42nd (Royal Highlanders) Battalion          | 4th Battalion, Canadian Mounted Rifles | 58th (Central Ontario) Battalion     |
| 49th (Edmonton) Battalion                   | 5th Battalion, Canadian Mounted Rifles | 60th (Victoria Rifles) Battalion     |
| Pioneers                                    | 3rd Canadian Pioneer Battalion         | 3rd Canadian Pioneer Battalion       |

| 4th Canadian Division               |                                            |                                       |
| 10th Brigade                        | 11th Brigade                               | 12th Brigade                          |
| 44th Battalion                      | 54th (Kootenay) Battalion                  | 38th (Ottawa) Battalion               |
| 46th (South Saskatchewan) Battalion | 75th (Mississauga) Battalion               | 72nd (Seaforth Highlanders) Battalion |
| 47th (British Columbia) Battalion   | 87th (Canadian Grenadier Guards) Battalion | 73rd (Royal Highlanders) Battalion    |
| 50th (Calgary) Battalion            | 102nd Battalion                            | 78th (Winnipeg Grenadiers) Battalion  |
| Pioneers                            | 67th Canadian Pioneer Battalion            | 67th Canadian Pioneer Battalion       |

| 1st Division (Australia)      | maggior generale Harold Bridgwood Walker | maggior generale Harold Bridgwood Walker |
| 1st (New South Wales) Brigade | 2nd (Victoria) Brigade                   | 3rd Brigade                              |
| 1st Battalion                 | 5th Battalion                            | 9th (Queensland) Battalion               |
| 2nd Battalion                 | 6th Battalion                            | 10th (South Australia) Battalion         |
| 3rd Battalion                 | 7th Battalion                            | 11th (West Australia) Battalion          |
| 4th Battalion                 | 8th Battalion                            | 12th (S and W Australia) Battalion       |
| Pioneers                      | 1st Australian Pioneer Battalion         | 1st Australian Pioneer Battalion         |

| 2nd Division (Australia)      | maggior generale James Gordon Legge | maggior generale James Gordon Legge    |
| 5th (New South Wales) Brigade | 6th (Victoria) Brigade              | 7th Brigade                            |
| 17th Battalion                | 21st Battalion                      | 25th (Queensland) Battalion            |
| 18th Battalion                | 22nd Battalion                      | 26th (Queensland & Tasmania) Battalion |
| 19th Battalion                | 23rd Battalion                      | 27th (South Australia) Battalion       |
| 20th Battalion                | 24th Battalion                      | 28th (West Australia) Battalion        |
| Pioneers                      | 2nd Australian Pioneer Battalion    | 2nd Australian Pioneer Battalion       |

| 4th Division (Australia)                | maggior generale Sir Herbert Cox        | maggior generale Sir Herbert Cox                  |
| 4th Brigade                             | 12th Brigade                            | 13th Brigade                                      |
| 13th (New South Wales) Battalion        | 45th (New South Wales) Battalion        | 49th (Queensland) Battalion                       |
| 14th (Victoria) Battalion               | 46th (Victoria) Battalion               | 50th (South Australia & Tasmania) Battalion       |
| 15th (Queensland & Tasmania) Battalion  | 47th (Queensland & Tasmania) Battalion  | 51st (West Australia) Battalion                   |
| 16th (South & West Australia) Battalion | 48th (South & West Australia) Battalion | 52nd (West & South Australia, Tasmania) Battalion |
| Pioneers                                | 4th Australian Pioneer Battalion        | 4th Australian Pioneer Battalion                  |

| 5th Division (Australia)                | maggior generale James Whiteside McCay | maggior generale James Whiteside McCay |
| 8th Brigade                             | 14th (New South Wales) Brigade         | 15th (Victoria) Brigade                |
| 29th (Victoria) Battalion               | 53rd Battalion                         | 57th Battalion                         |
| 30th (New South Wales) Battalion        | 54th Battalion                         | 58th Battalion                         |
| 31st (Queensland & Victoria) Battalion  | 55th Battalion                         | 59th Battalion                         |
| 32nd (South & West Australia) Battalion | 56th Battalion                         | 60th Battalion                         |
| Pioneers                                | 5th Australian Pioneer Battalion       | 5th Australian Pioneer Battalion       |

### Royal Flying Corps
- No. 1 Squadron RFC
- No. 2 Squadron RFC
- No. 3 Squadron RFC
- No. 4 Squadron RFC
- No. 6 Squadron RFC
- No. 9 Squadron RFC
- No. 10 Squadron RFC
- No. 41 Squadron RFC
- No. 70 Squadron RFC

## Le forze francesi
La maggioranza delle divisioni francesi erano strutturate su tre reggimenti, ognuno dei quali si articolava, a sua volta, in tre battaglioni. Durante la battaglia di Verdun il tenente generale Philippe Pétain aveva fatto ruotare molte divisioni durante lo svolgimento dello scontro e così, sulla Somme, arrivarono molte divisioni che solo lì ricevettero il battesimo del fuoco.

### Organizzazione delle armate e dei corpi d'armata
Di seguito vi è la lista delle armate, dei corpi d'armata e delle divisioni francesi che presero parte allo scontro.

#### Struttura delle armate
- Groupe d'armées du Nord: Comandante: generale Ferdinand Foch
  - VIe Armée: Comandante: generale Marie Émile Fayolle
  - Xe Armée: Comandante: generale Joseph Alfred Micheler

#### Struttura dei corpi d'armata
- 1er Corps d'armée. Comandante: generale Adolphe Guillaumat
- 2e Corps d'armée. Comandante: generale Denis Auguste Duchêne
- 5e Corps d'armée. Comandante: generale Antoine Baucheron de Boissoudy
- 6e Corps d'armée. Comandante: generale Marie Jean Auguste Paulinier
- 7e Corps d'armée. Comandante: generale Georges de Bazelaire
- 9e Corps d'armée. Comandante: generale Horace Fernand Achille Pentel
- 11e Corps d'armée. Comandante: generale Charles Mangin
- 20e Corps d'armée. Comandante: generali Georges Prosper Anne Claret de la Touche e Émile Alexis Mazillier
- 21e Corps d'armée. Comandante: generale Paul André Maistre
- 30e Corps d'armée. Comandante: generale Paul Chrétien
- 32e Corps d'armée. Comandante: generali Henri Mathias Berthelot e Marie-Eugène Debeney
- 33e Corps d'armée. Comandante: generale Alphonse Nudant
- 35e Corps d'armée. Comandante: generale Charles Jacquot
- 1e Corps d'armée colonial. Comandante: generale Pierre Berdoulat
- 2e Corps d'armée colonial. Comandante: generale Ernest Blondlat
- 1er Corps de cavalerie. Comandante: generale Louis Conneau
- 2e Corps de cavalerie. Comandante: generale Antoine de Mitry

#### Divisioni di fanteria
- 1re Division d'infanterie
- 2e Division d'infanterie
- 3e Division d'infanterie
- 4e Division d'infanterie
- 10e Division d'infanterie
- 11e Division d'infanterie
- 12e Division d'infanterie
- 13e Division d'infanterie
- 14e Division d'infanterie
- 17e Division d'infanterie
- 18e Division d'infanterie
- 20e Division d'infanterie
- 25e Division d'infanterie
- 26e Division d'infanterie
- 39e Division d'infanterie
- 41e Division d'infanterie
- 42e Division d'infanterie
- 43e Division d'infanterie
- 45e Division d'infanterie
- 46e Division d'infanterie
- 47e Division d'infanterie
- 48e Division d'infanterie
- 51e Division d'infanterie
- 53e Division d'infanterie
- 56e Division d'infanterie
- 61e Division d'infanterie
- 62e Division d'infanterie
- 66e Division d'infanterie
- 70e Division d'infanterie
- 72e Division d'infanterie
- 77e Division d'infanterie
- 120e Division d'infanterie
- 121e Division d'infanterie
- 125e Division d'infanterie
- 127e Division d'infanterie
- 132e Division d'infanterie
- 152e Division d'infanterie
- 153e Division d'infanterie
- 1re Division marocaine
- 2e Division d'infanterie coloniale
- 3e Division d'infanterie coloniale
- 10e Division d'infanterie coloniale
- 15e Division d'infanterie coloniale
- 16e Division d'infanterie coloniale

#### Divisioni di cavalleria
- 1re Division de cavalerie
- 2e Division de cavalerie
- 3e Division de cavalerie
- 4e Division de cavalerie

## Le forze tedesche: la 2. Armee
- Comandante del gruppo d'armate: Max von Gallwitz
- Comandante: General der Infanterie Fritz von Below
- Capo di stato maggiore: generale Erich von Falkenhayn (fino al 28 agosto 1916), successivamente generale Paul von Hindenburg

### Garde Division
| 2. Armee: generale Fritz von Below |                          |                                |                                    |
| 3. Garde-Division                  | Guarde-Füsilier-Regiment | Lehr-Regiment                  | Grenadier-Regiment Nr. 9           |
| 3. Garde-Division                  | 5. Garde-Regiment zu Fuß | Garde-Grenadier-Regiment Nr. 5 | Reserve-Infanterie-Regiment Nr. 93 |

### Divisioni di linea
| Divisioni di linea                |                                    |                                    |                                         |
| 5. Division                       | Grenadier Regiment 8               | Grenadier Regiment No. 12          | Regiment 52                             |
| 6. Division                       | Regiment 20                        | Regiment 24                        | Regiment 64                             |
| 7. Division                       | Regiment 26                        | Regiment 27                        | Regiment 165                            |
| 8. Division                       | Regiment 72                        | Regiment 93                        | Regiment 153                            |
| 12. Division                      | Regiment 23                        | Regiment 62                        | Regiment 63                             |
| 16. Division                      | Regiment 28                        | Regiment 29                        | Regiment 68 and 69                      |
| 24. Division                      | Regiment 133                       | Regiment 139                       | Regiment 179                            |
| 26. Division(Württemberg)         | Grenadier Regiment 119             | Regiment 121                       | Regiment 125                            |
| 27. Division                      | Regiment 120                       | Grenadier Regiment 123             | Regiment 124 e 127                      |
| 38. Division                      | Regiment 94                        | Regiment 95                        | Regiment 96                             |
| 40. Division                      | Regiment 104                       | Regiment 134                       | Regiment 181                            |
| 52. Division                      | Regiment 66 (3rd Magdeburg)        | Regiment 169                       | Regiment 170                            |
| 56. Division                      | Füsilier-Regiment 35               | Regiment 88                        | Regiment 118                            |
| 58. Division                      | Regiment 106                       | Regiment 107                       | Reserve-Regiment 120                    |
| 111. Division                     | Füsilier-Regiment 20               | Regiment 76                        | Regiment 164                            |
| 117. Division                     | Regiment 157                       | Reserve-Regiment 11                | Reserve-Regiment 22                     |
| 183. Division                     | Regiment 183                       | Regiment 184                       | Reserve-Regiment 122                    |
| 185. Division                     | Regiment 185                       | Regiment 186                       | Regiment 190                            |
| 208. Division                     | Regiment 25                        | Regiment 185                       | Reserve-Regiment 65                     |
| 222. Division                     | Regiment 193                       | Regiment 397                       | Reserve-Regiment 81                     |
| 223. Division                     | Regiment 144                       | Regiment 173                       | Ersatz-Regiment 29                      |
| 4. Ersatz Division                | Regiment 359                       | Regiment 360                       | Regiment 361 & 362                      |
| 5. Ersatz Division                | Landwehr-Regiment 73               | Landwehr-Regiment 74               | Reserve Ersatz Regiment 3               |
| 2. Königlich Bayerische Division  | Bayerisches Infanterie-Regiment 12 | Bayerisches Infanterie-Regiment 15 | Bayerisches Infanterie-Regiment 20      |
| 3. Königlich Bayerische Division  | Bayerisches Infanterie-Regiment 17 | Bayerisches Infanterie-Regiment 18 | Bayerisches Infanterie-Regiment 23      |
| 4. Königlich Bayerische Division  | Bayerisches Infanterie-Regiment 5  | Bayerisches Infanterie-Regiment 9  | Bayerisches Reserve-Regiment 5          |
| 5. Königlich Bayerische Division  | Bayerisches Infanterie-Regiment 7  | Bayerisches Infanterie-Regiment 14 | Bayerisches Infanterie-Regiment 19 & 21 |
| 6. Königlich Bayerische Division  | Bayerisches Infanterie-Regiment 6  | Bayerisches Infanterie-Regiment 10 | Bayerisches Infanterie-Regiment 11 & 13 |
| 10. Königlich Bayerische Division | Bayerisches Infanterie-Regiment 16 | Bayerisches Reserve-Regiment 6     | Bayerisches Reserve-Regiment 8          |
| Marine-Brigade                    | Marine Regiment 1                  | Marine Regiment 2                  | Marine Regiment 3                       |

### Garde-Reserve-Divisionen
| Reserve Guards Divisions  |                            |                            |                                    |
| 1. Garde-Reserve-Division | 1. Garde-Reserve-Regiment  | 2. Garde-Reserve-Regiment  | 64. Garde-Reserve-Regiment         |
| 2. Garde-Reserve-Division | 15. Garde-Reserve-Regiment | 55. Garde-Reserve-Regiment | Garde-Reserve-Regiment Nr. 77 & 91 |

### Divisioni di fanteria della riserva
| Reserve-Infanterie-Divisionen   |                                           |                                 |                                       |
| 7. Reserve-Division             | Reserve-Regiment 36                       | Reserve-Regiment 66             | Reserve-Regiment 72                   |
| 12. Reserve-Division            | Reserve-Regiment 23                       | Reserve-Regiment 38             | Reserve-Regiment 51                   |
| 17. Reserve-Division            | Regiment 162                              | Regiment 163                    | Reserve-Regiment 75 & 76              |
| 18. Reserve-Division            | Reserve-Regiment 31                       | Reserve-Regiment 84             | Reserve-Regiment 86                   |
| 19. Reserve-Division            | Reserve-Regiment 73                       | Reserve-Regiment 78             | Reserve-Regiment 79 & 92              |
| 23. Reserve-Division            | Reserve-Grenadier-Regiment 101            | Reserve-Regiment 101            | Reserve-Regiment 102                  |
| 24. Reserve-Division            | Reserve-Regiment 101                      | Reserve-Regiment 107            | Reserve-Regiment 133                  |
| 26. Reserve-Division            | Infanterie-Regiment 180 (10. Württemburg) | Reserve-Infanterie-Regiment 99  | Reserve Infanterie-Regiment 119 & 121 |
| 28. Reserve-Division            | Reserve-Infanterie-Regiment 109           | Reserve-Infanterie-Regiment 110 | Reserve-Infanterie-Regiment 111       |
| 45. Reserve-Division            | Reserve-Regiment 210                      | Reserve-Regiment 211            | Reserve-Regiment 212                  |
| 50. Reserve-Division            | Reserve-Regiment 229                      | Reserve-Regiment 230            | Reserve-Regiment 231                  |
| 51. Reserve-Division            | Reserve-Regiment 233                      | Reserve-Regiment 234            | Reserve-Regiment 235 & 236            |
| 52. Reserve-Division            | Reserve-Regiment 238                      | Reserve-Regiment 239            | Reserve-Regiment 240                  |
| 6. Bayerisches Reserve-Division | Bayerisches Reserve-Regiment 16           | Bayerisches Reserve-Regiment 17 | Bayerisches Reserve-Regiment 20 & 21  |
| Bayerisches Ersatz-Division     | Bayerisches Reserve-Regiment 14           | Bayerisches Reserve-Regiment 15 | Ersatz-Regiment 28                    |
| 89. Reserve-Brigade             | 89. Reserve-Brigade                       | Reserve-Regiment 209            | Reserve-Regiment 213                  |